# Урбан, Адольф (футболист)
Адо́льф У́рбан (нем. Adolf Urban; 9 января 1914, Гельзенкирхен, Вестфалия, Германская империя — 27 мая 1943, Алёксино, Старорусский район, Новгородская область, РСФСР, СССР) — немецкий футболист, выступавший на позиции нападающего. Участник Второй мировой войны в чине унтер-офицера. Кавалер Железного креста.

## Карьера игрока
Предки и родители Адольфа Урбана происходили из района Алленштайн в Восточной Пруссии и иммигрировали в Рурский регион. Прозвище Урбана «Ала» является аббревиатурой польского происхождения имени «Адольф».
Всю карьеру Урбан провёл в «Шальке 04». С гельзенкирхенским клубом он становился шестикратным чемпионом Германии (1933/34, 1934/35, 1936/37, 1938/39, 1939/40 и 1941/42) и обладателем Кубка Германии (1937).
С 1935 по 1942 год Урбан сыграл 21 матч за сборную Германии, забив 11 голов. В составе сборной Германии участник летних Олимпийских играх 1936 года.
В начале Второй мировой войны он был одним из популярнейших спортсменов страны и в качестве национал-социалистической пропаганды Урбан был на первой странице журнала «Kicker». Был мобилизован в 1939 году, и до конца жизни служил в 422-м пехотном полку, 126-й пехотной дивизии Вермахта, участвовал в битве под Демянском на восточном фронте. В мае 1943 года смерть постигла кавалера Железного креста. Несмотря на немедленную операцию в медпункте деревни Алёксино под Старой Руссой на озере Ильмень, он скончался от черепно-мозговой травмы и ранения в лёгкое, полученных в последнем бою.
Еще в 1942 году Урбан подозревал:

 «Наверное, я не переживу войну» Оригинальный текст (нем.)„Ich werde den Krieg wohl nicht überstehen.“ — Glaube, Liebe, Schalke. Die komplette Geschichte des FC Schalke 04, Die Werkstatt, Göttingen 2011
В 2012 году с одобрения клуба в районе Бекхаузен-Сутум и недалеко от «Фельтинс-Арены» было построено отдельное кладбище для болельщиков «Шальке» с 1904 местами для захоронений. В ноябре 2013 года на новом кладбище Шальке в Гельзенкирхене, останки Адольфа Урбана репатриировали и перезахоронили как бывшего игрока «Шальке 04», останки которого до этого находились на Корповском военном кладбище в Новгородской области.